# Clos Lucé
Clos Lucé, também chamado antigamente de Cloux, é um solar situado em Amboise, no vale do Loire, em França. 
Construído em meados do século XV, foi adquirido em 1490 pelo rei Carlos VIII da França para a sua esposa, Ana da Bretanha. Mais tarde foi usada pelo Rei Francisco I.
Em 1516, Francisco I convidou Leonardo da Vinci para visitá-lo em Amboise e emprestou-lhe Clos Lucé como um lugar para ficar e trabalhar. Leonardo, um inventor e pintor famoso, chegou com três das suas pinturas: Mona Lisa, Sant'Ana, e São João Batista. Leonardo viveu em  Clos Lucé durante os últimos anos da sua vida, até à sua morte, ocorrida no dia 2 de Maio de 1519. Diz-se que o solar está ligado por uma passagem subterrânea ao Castelo de Amboise, do qual dista 500 metros, para permitir que o soberano visitasse o homem de ciência com toda a discrição.
Como casa de Leonardo da Vinci, está classificado pelos Monumentos Nacionais desde 1862.
Actualmente, Clos Lucé pertence à família Saint Bris e alberga um museu, o qual reflete a prestigiosa história da região e inclui diversos modelos das várias maquinas desenhadas por Leonardo.

## História

### Da Idade Média ao Renascimento
O Chastelet du Cloux era um antigo feudo dependente do Castelo de Amboise. A terra de Lucé foi anexada ao clos a partir do século XIV. Por uma acta datada de 26 de Novembro de 1460, Pierre du Perche cedeu a Marc Rabouin o lieu du Cloux (lugar do Cloux) e recebeu em troca a Grange-aux-Lombards (Granja dos Lombardos). Esse domínio passou pouco tempo depois para as mãos dos religiosos do priorado de Moncé, que  venderiam, por acta de 26 de Maio de 1471, a Étienne le Loup, mordomo e primeiro oficial de armas, depois conselheiro do Rei Luís XI e bailio de Amboise. Foram os edifícios a cair em ruína que deram a Clos Lucé o seu aspecto actual, com "a sua torre quadrada, a sua vigia, ligada à ala direita do edifício por uma galeria coberta, (...) as suas paredes logo perfuradas por janelas góticas".
No dia 22 de Novembro de 1490, Carlos VIII comprou Clos Lucé a Etienne Le Loup pela quantia de 3.500 escudos de ouro. O monarca mandou construir a capela. A sua esposa, Ana da Bretanha, viveu ali até à sua partida para Blois. Carlos IV d'Alençon e Margarida de Valois instalaram-se ali em 1509. Em 1515, o Duque de Alençon vendeu Clos Lucé à mãe de Francisco I, Luísa de Saboia.

### Leonardo da Vinci em Clos Lucé
Em 1516, Leonardo da Vinci deixou Roma, acompanhado por Francesco Melzi, por Salai e pelo seu criado Batista de Vilanis, para ir viver na França, aceitando assim a hospitalidade de Francisco I. O rei pôs à sua disposição o solar de Clos Lucé. 
No dia 15 de Outubro de 1517, Leonardo da Vinci recebeu a visita do Cardeal Luís de Aragão. O seu secretário, Antonio de Beatis, relatou no seu Itinerario, "senhor Leonardo da Vinci, velho de mais de 70 anos, excelentíssimo pintor da nossa época, que mostrou três quadros à Nossa Senhoria, um duma dama florentina, feito ao natural, a pedido de fogo do Magnífico Juliano II, um outro de São João Baptista jovem e uma Virgem com o Menino, que estão sobre os joelhos de Santa Ana; os três são duma rara perfeição. É verdade que devido a uma paralisia da mão direita, não se pode esperar uma obra-prima da sua parte."  No dia 19 de Junho de 1518 foi organizada uma festa em Clos-Lucé, contendo algumas ideias que Leonardo da Vinci tinha utilizado para a Festa do Paraíso, em Milão, no dia 13 de Janeiro de 1490. Foi montada uma tenda e instalada uma tela pintada de azul, representando os planetas, o sol, a lua e os doze signos do Zodíaco. Leonardo da Vinci morreu em Clos Lucé no dia 2 de Maio de 1519.

### Do Renascimento aos nossos dias
Depois da morte do grande génio italiano, Luísa de Saboia retomou a posse dos lugares. Philibert Babou de la Bourdaisière e a sua esposa, apelidada de la belle Babou (uma das favoritas de Francisco I), residiram no palácio a partir de 1523. 
Michel de Gast, que se tornara governador de Amboise graças ao favor de Henrique III, tornou-se proprietário do domínio de Clos Lucé em 1583. Em 1636, o palácio regressou à Casa de Amboise pelo casamento de Antoine d'Amboise com a neta de Michel de Gast. O edifício manteve-se na posse da família d'Amboise até 1832, tornando-se, então, propriedade da família Saint Bris. 
O Conde Hubert Saint Bris (pai do jornalista e escritor Gonzague Saint Bris) decidiu abrir o palácio ao público em 1954.

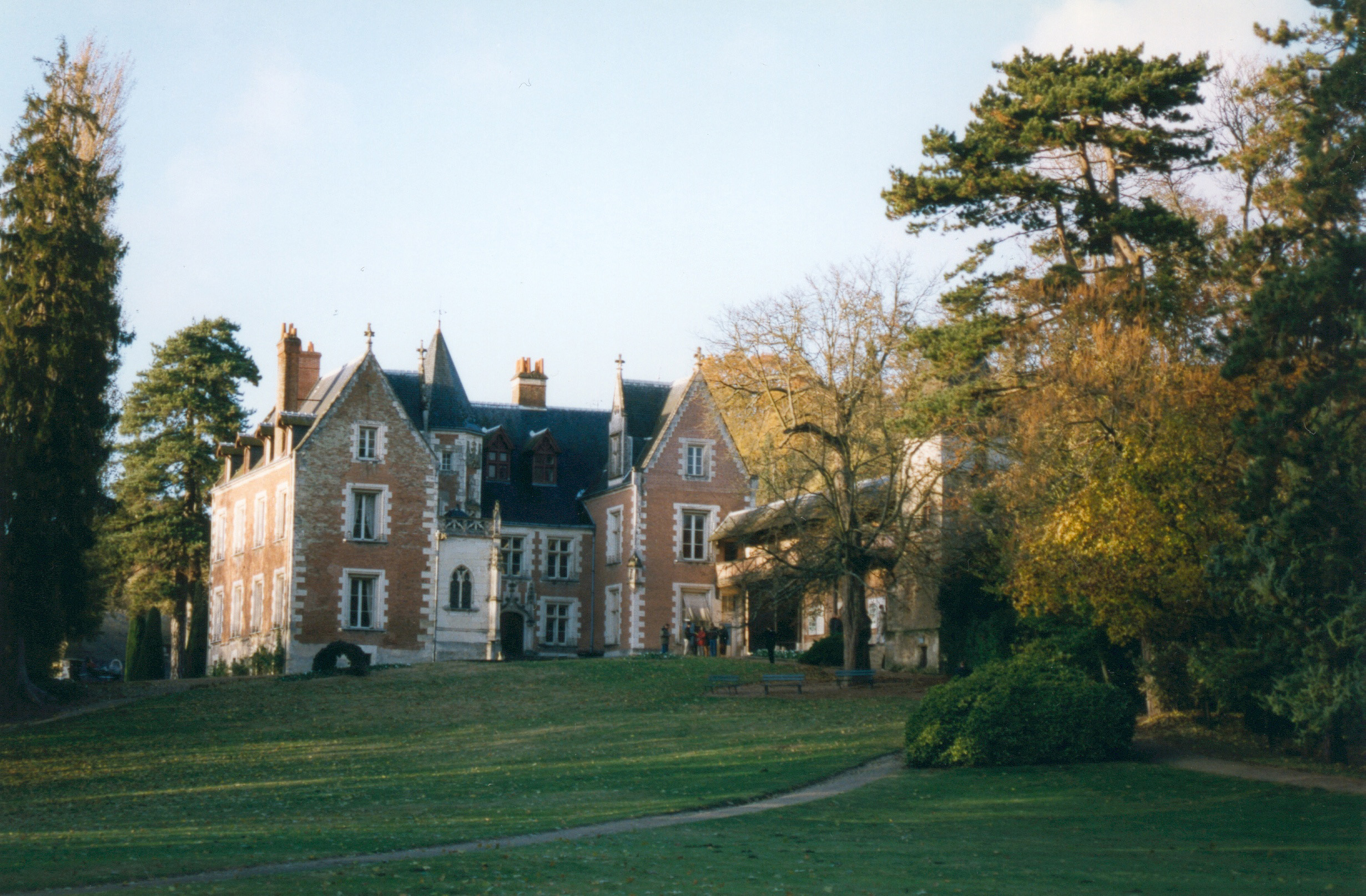
Vista geral do palácio
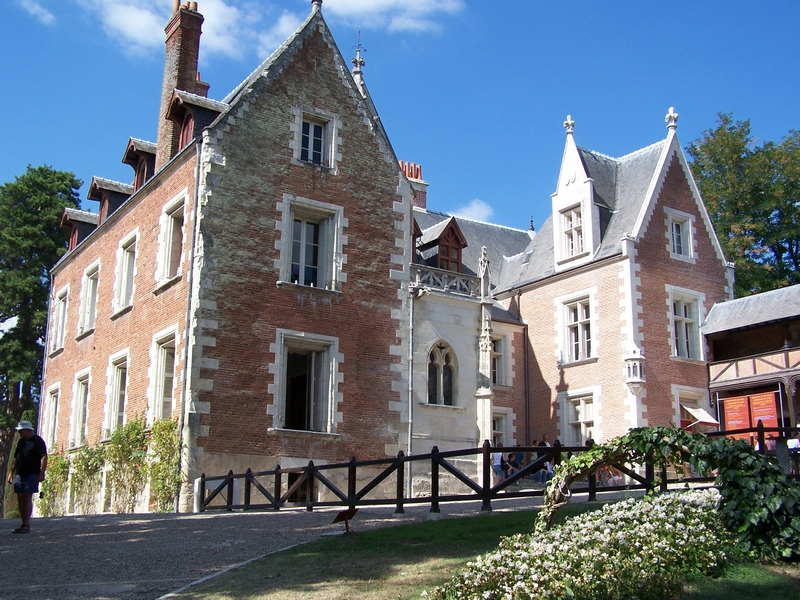
Aspecto exterior de Clos Lucé
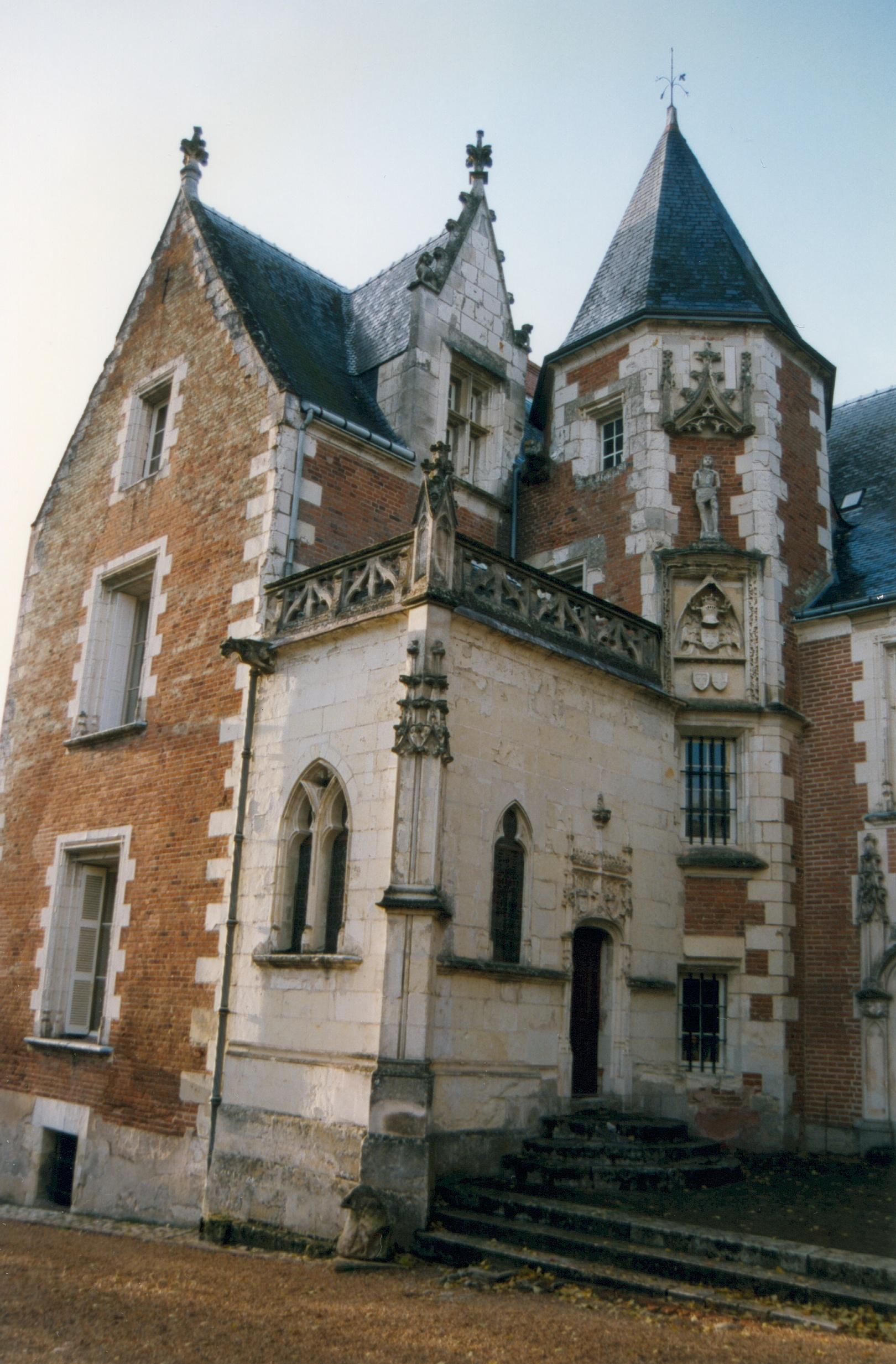
Detalhe do exterior
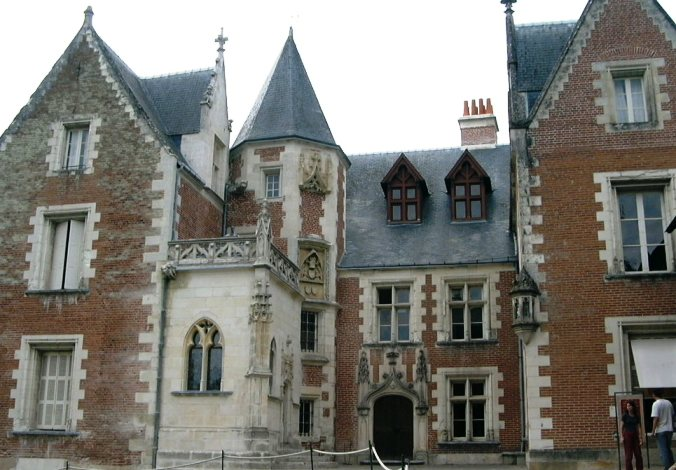
A fachada em detalhe
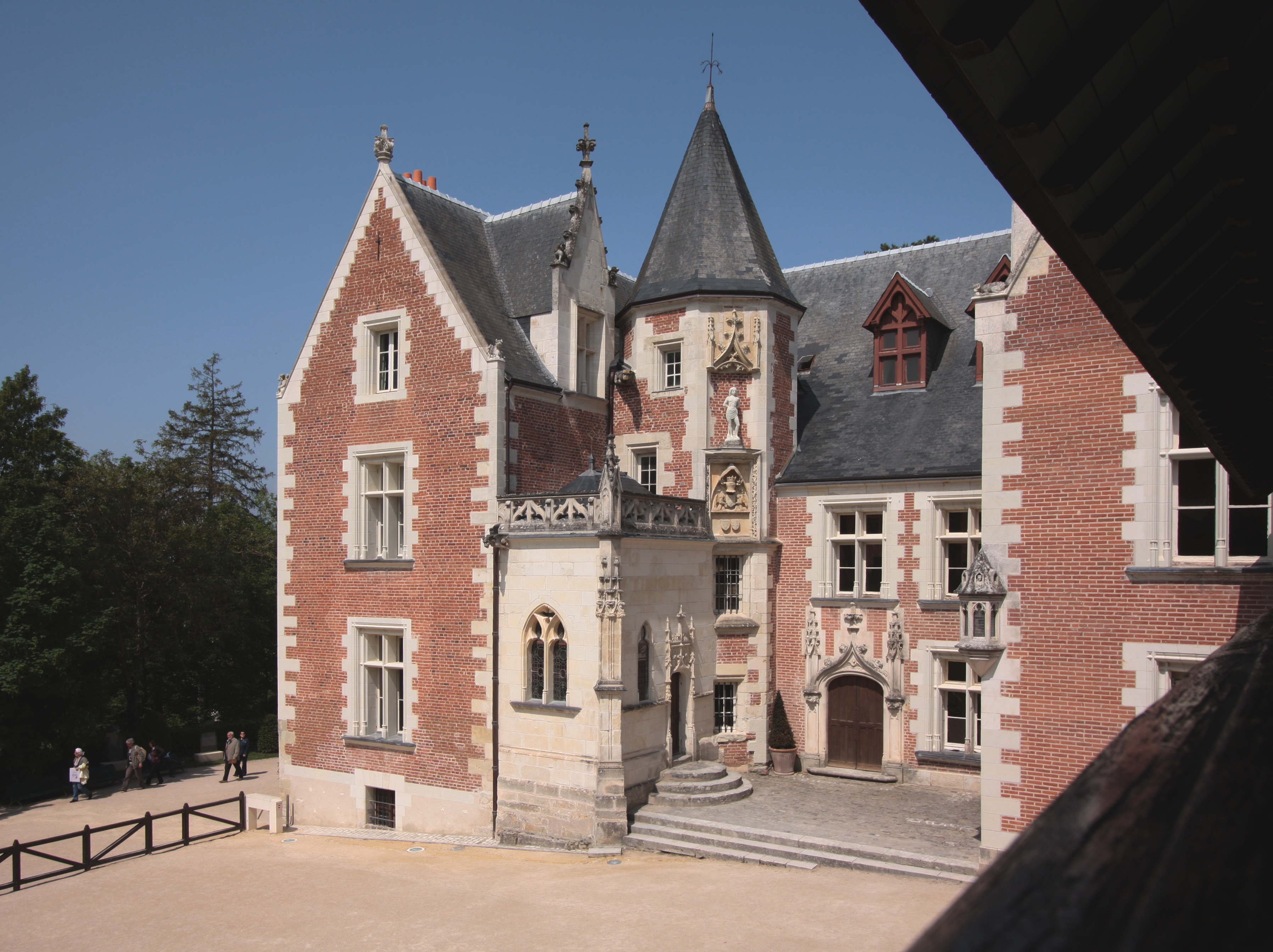
Entrada de Clos Lucé
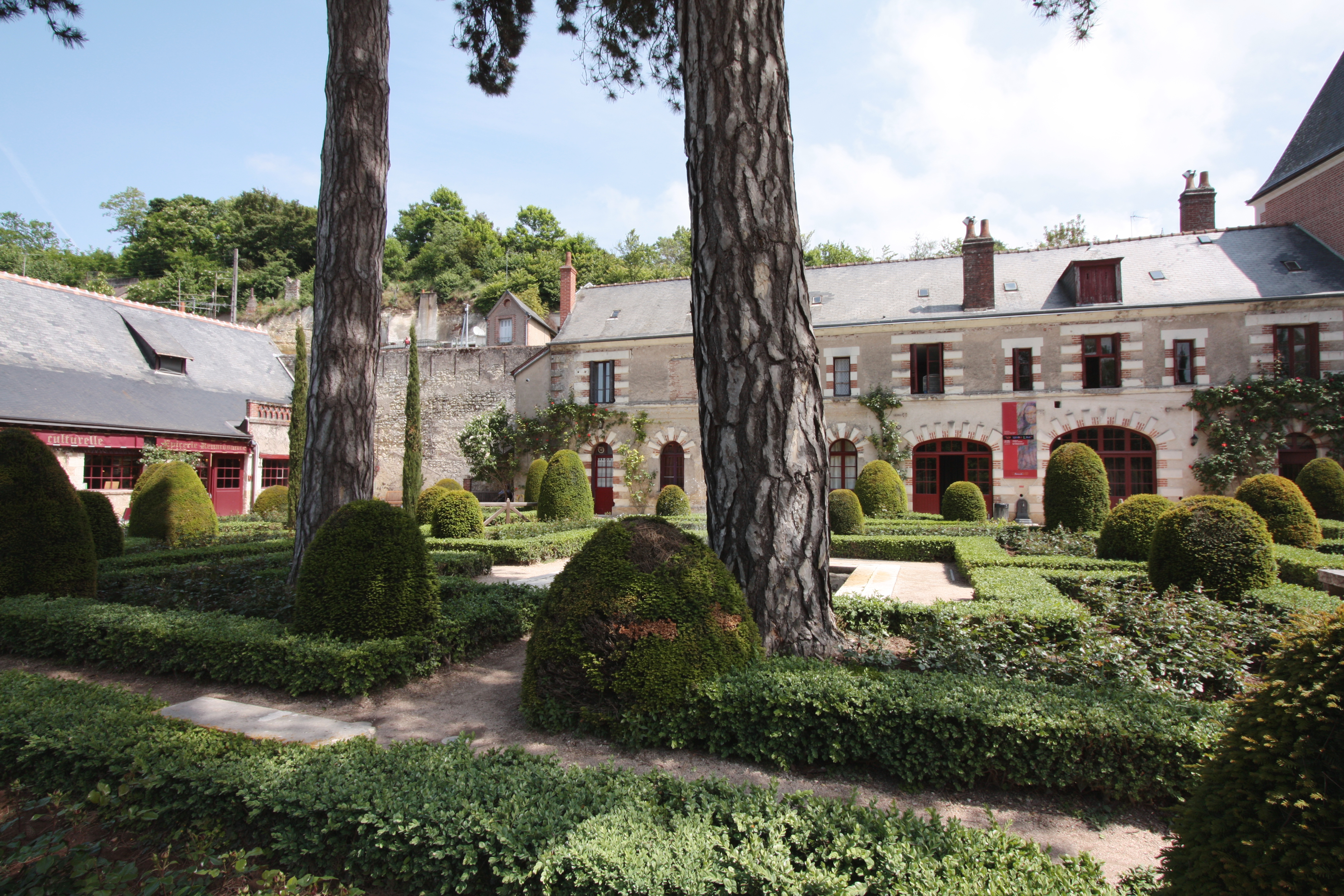
Vista do jardim renascentista

## Descrição
O palácio está situado no interior dum parque atravessado pelo Amasse, um afluente do Loire. A fachada, em tijolos cor-de-rosa e pedras brancas, praticamente não foi modificada desde o Renascimento. 
No subsolo pode descobrir-se uma bela colecção de quarenta maquetes realizadas a partir de desenhos de Leonardo da Vinci. Pode ver-se, nomeadamente, um carro de combate, uma ponte transbordadora, uma escavadora, um planador ou o antepassado do helicóptero. 
O quarto onde morreu Leonardo da Vinci encontra-se no primeiro andar. A chaminé renascentista está decorada com as armas de França.

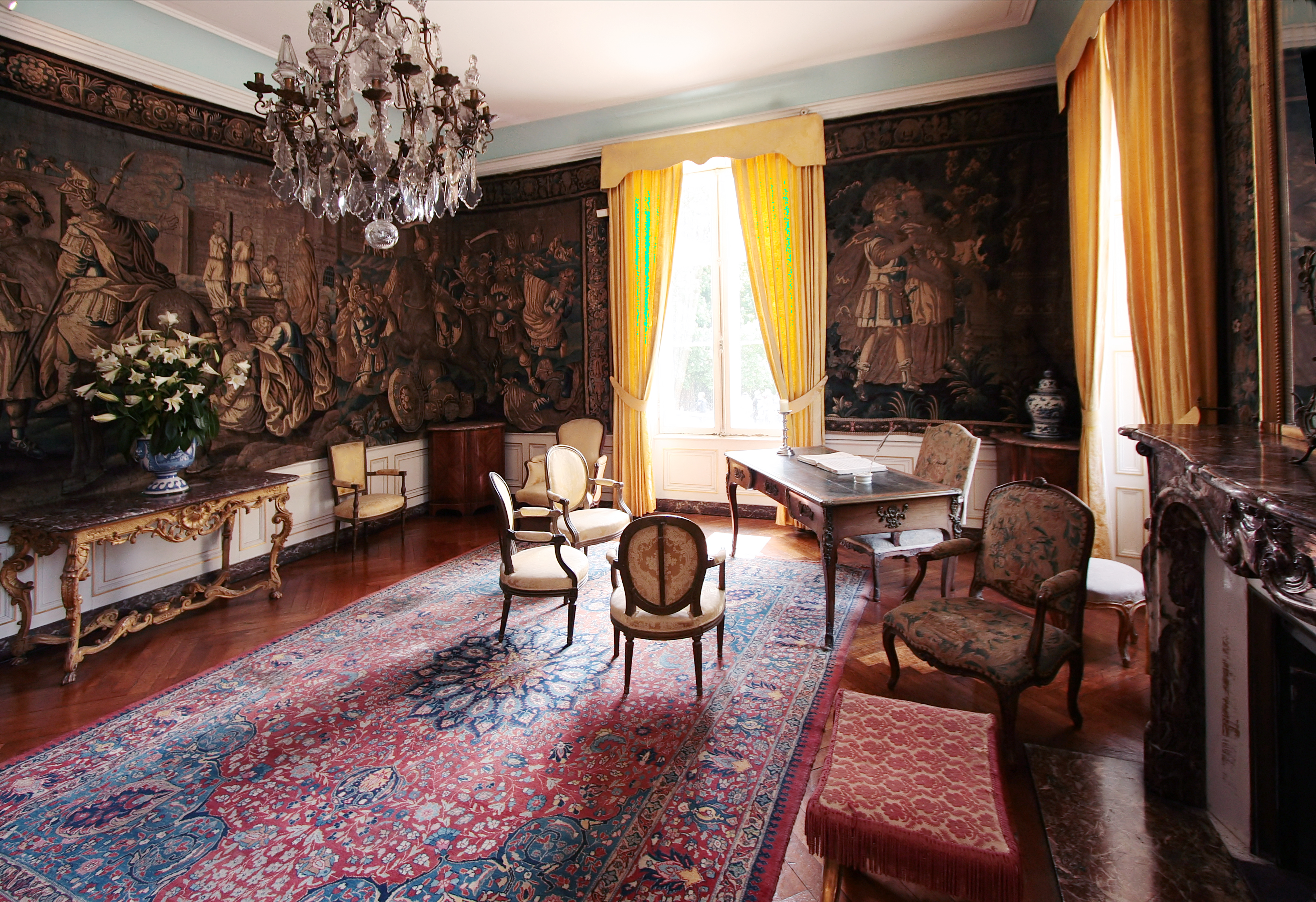
Uma sala de Clos Lucé
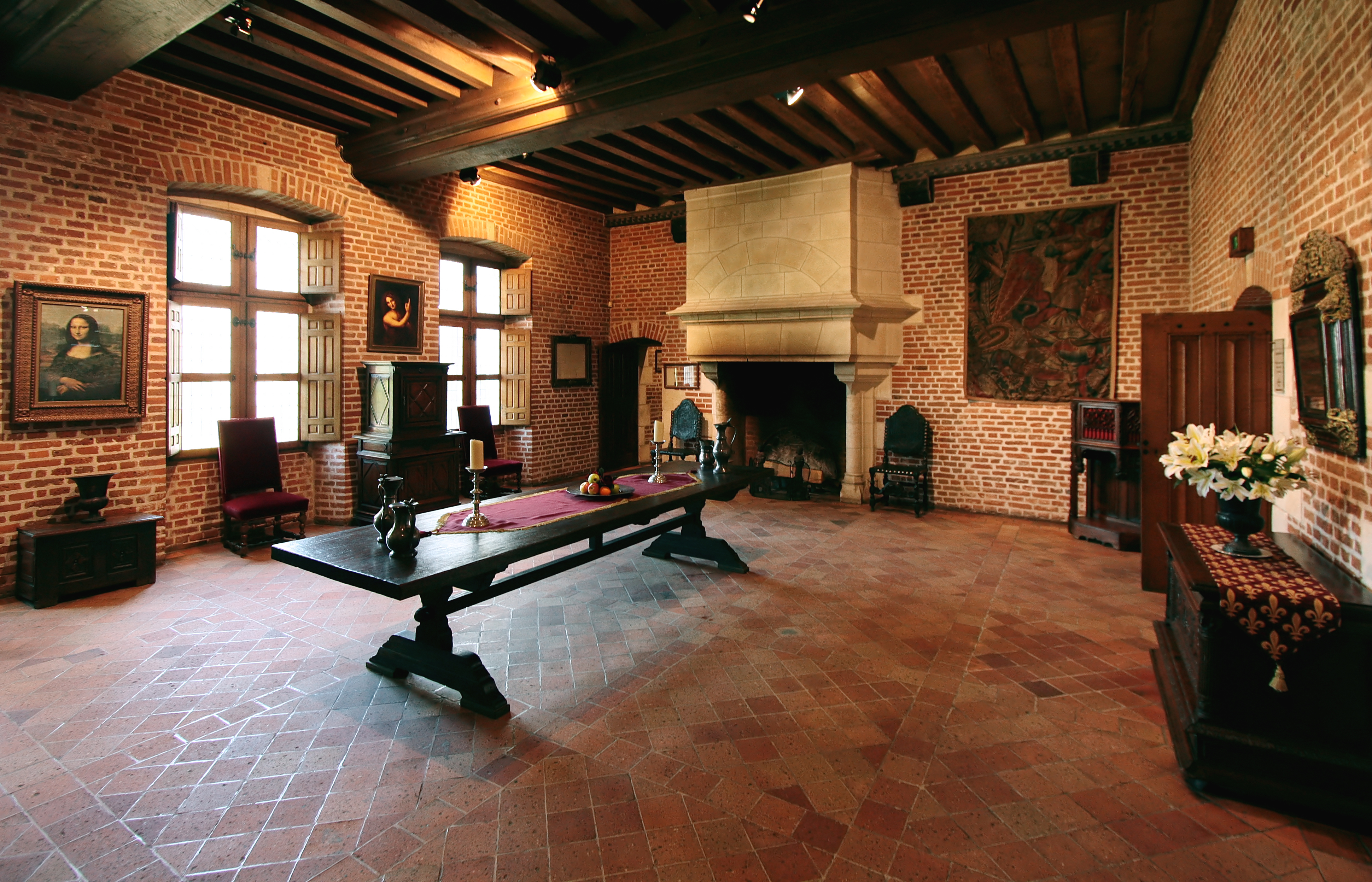
Aspecto do interior
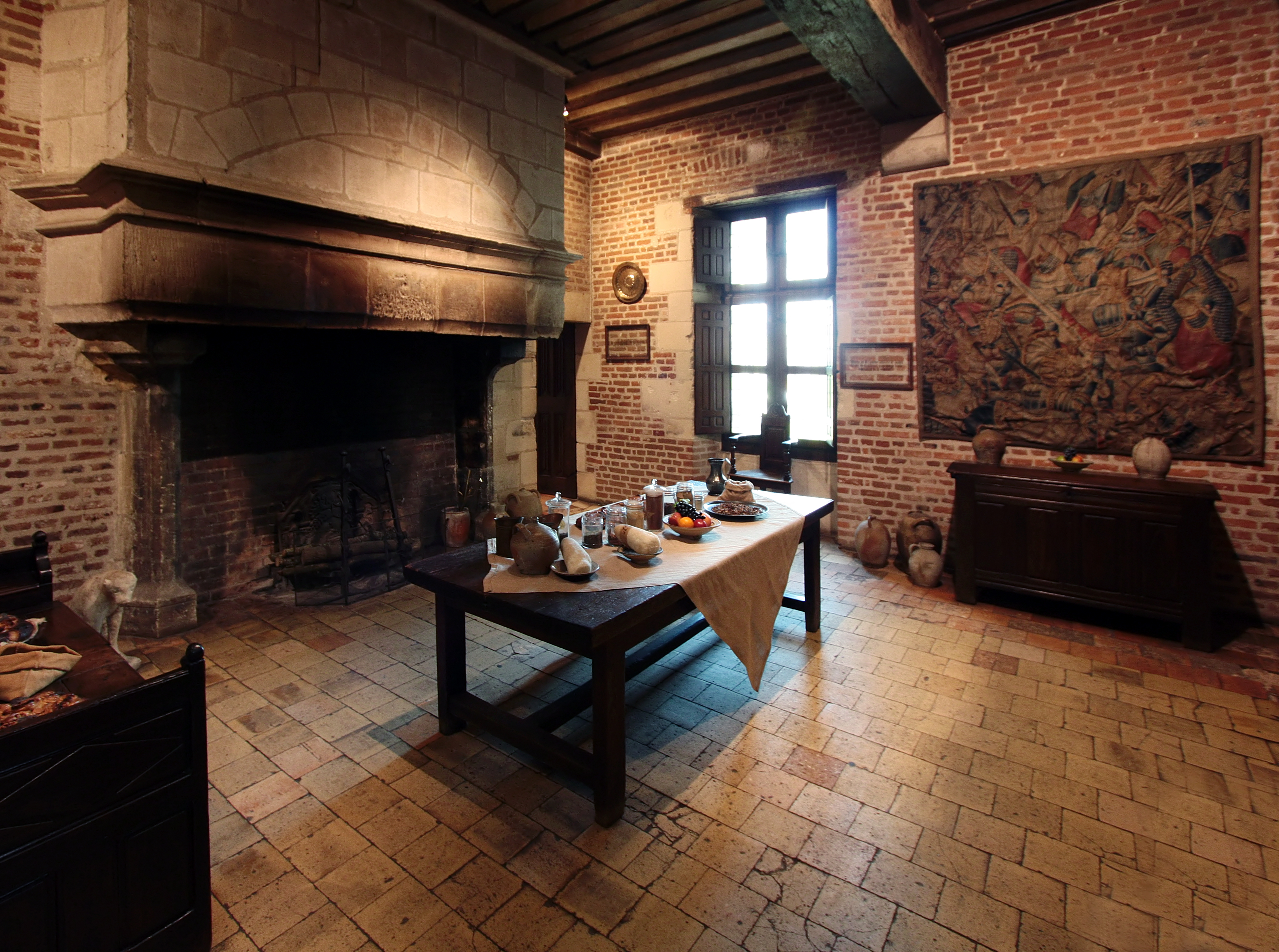
Aspecto do interior
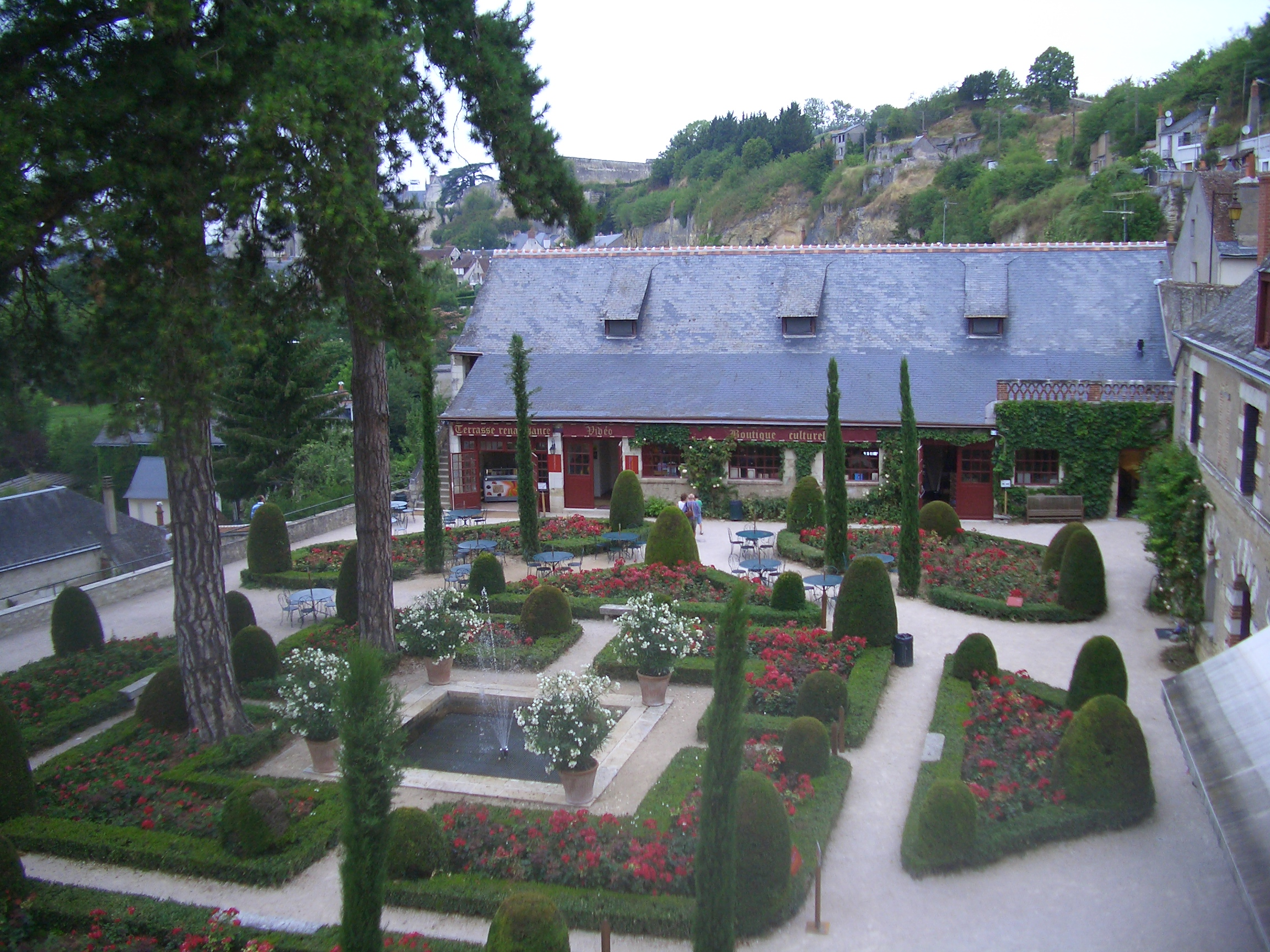
Jardim de Clos Lucé e loja
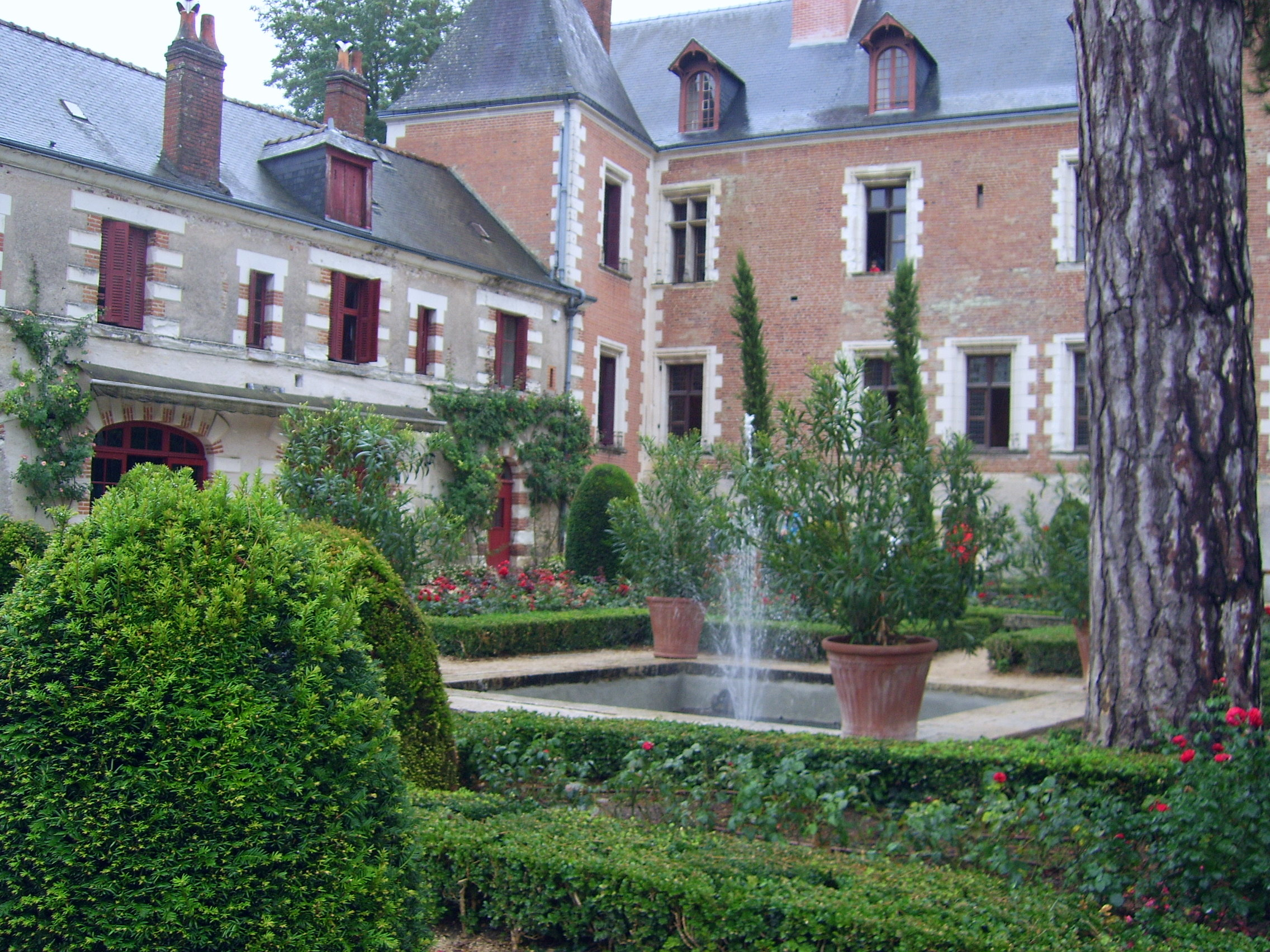
Vista parcial do palácio a partir dos jardins
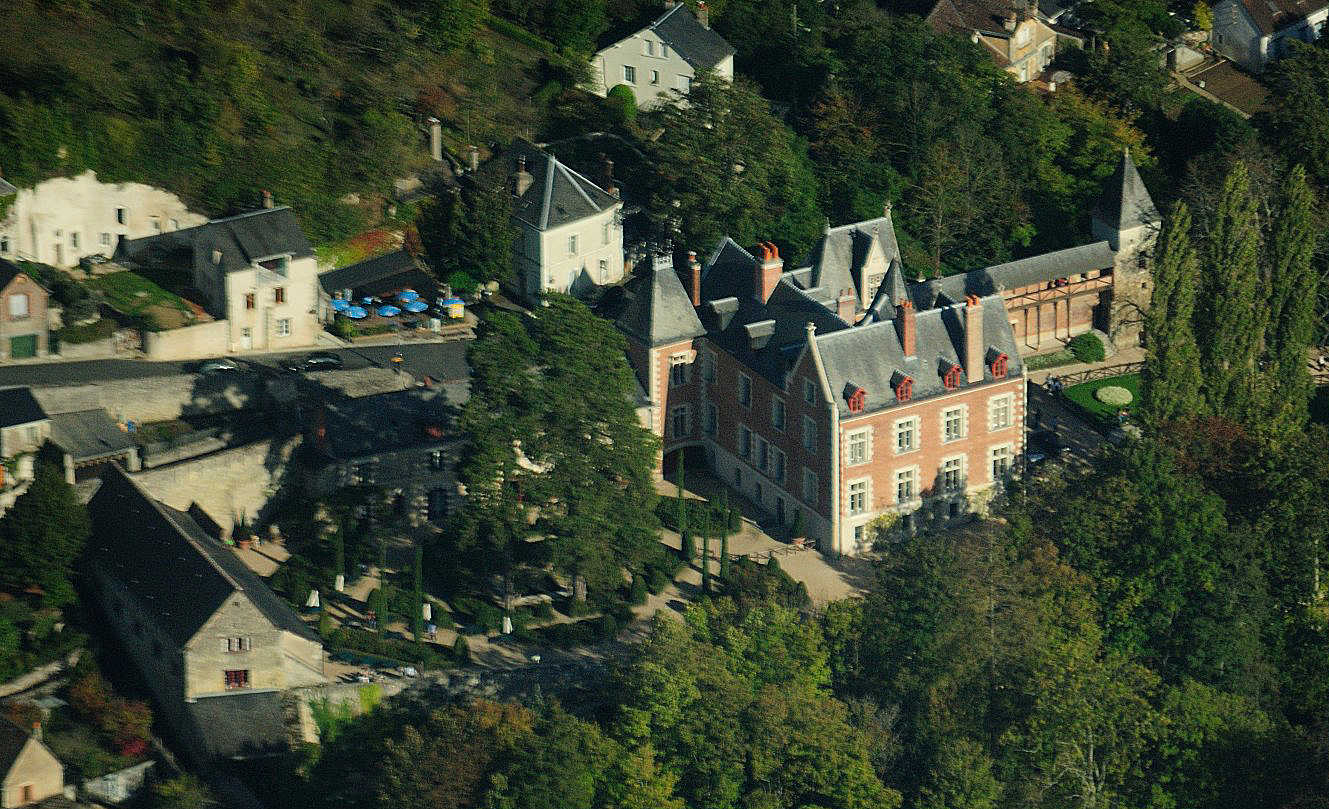
Vista aérea de Clos Lucé

## O parque
Um percurso cultural foi instalado no parque do solar, articulando-se em torno de cinco temas: a luz das caras, a beleza dos corpos, a mecânica da vida, as intuições técnicas e a cidade ideal. Compreende terminais de áudio, telas translúcidas representando esboços ou detalhes de quadros de Leonardo da Vinci e máquinas gigantes inspiradas nos seus esboços: carro de assalto, helicóptero, ponte transbordadora, barco com roda de pás, parafuso de Arquimedes, canhão de tiro em série.

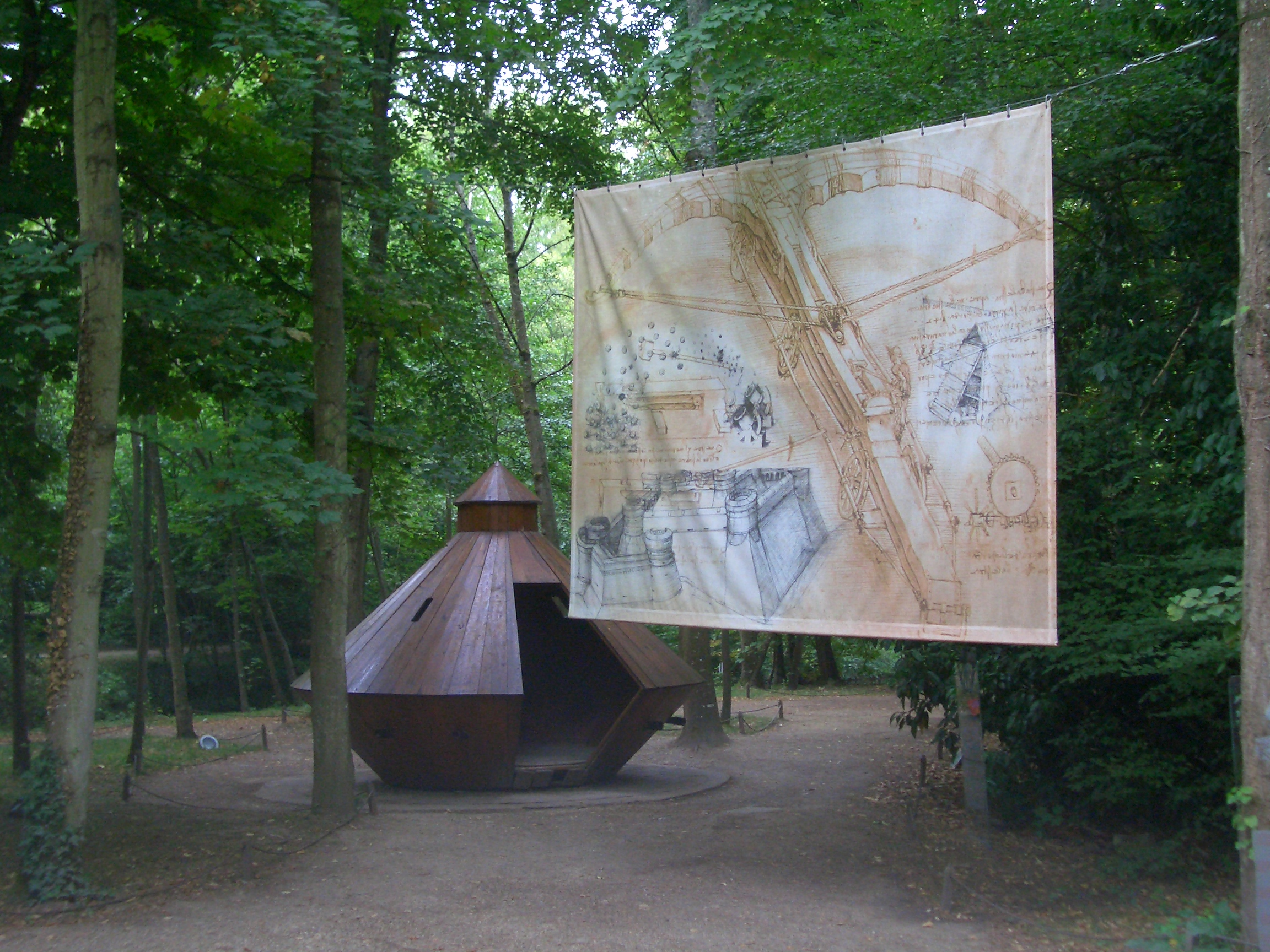
Parque por trás do palácio
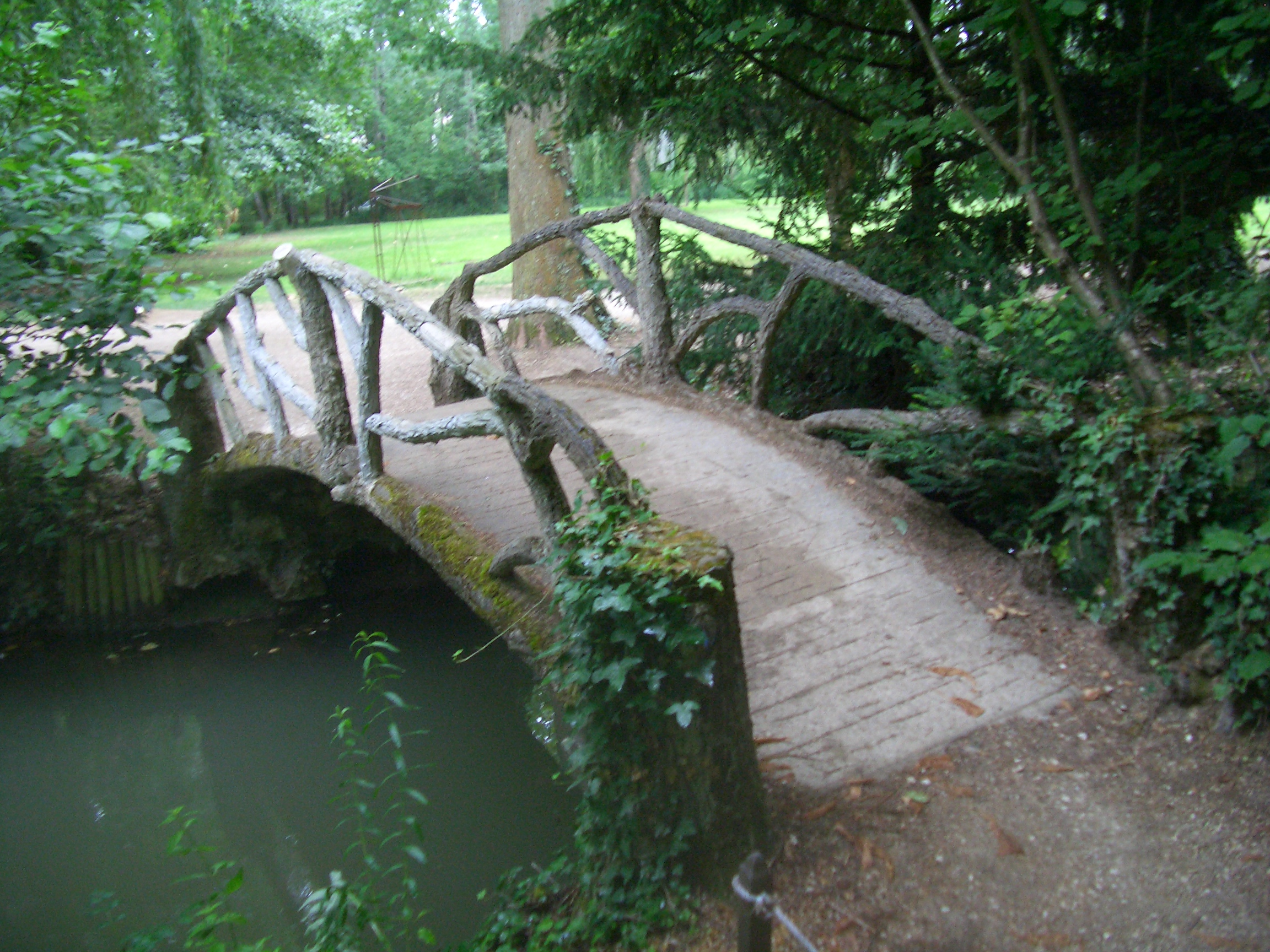
Ponte no parque
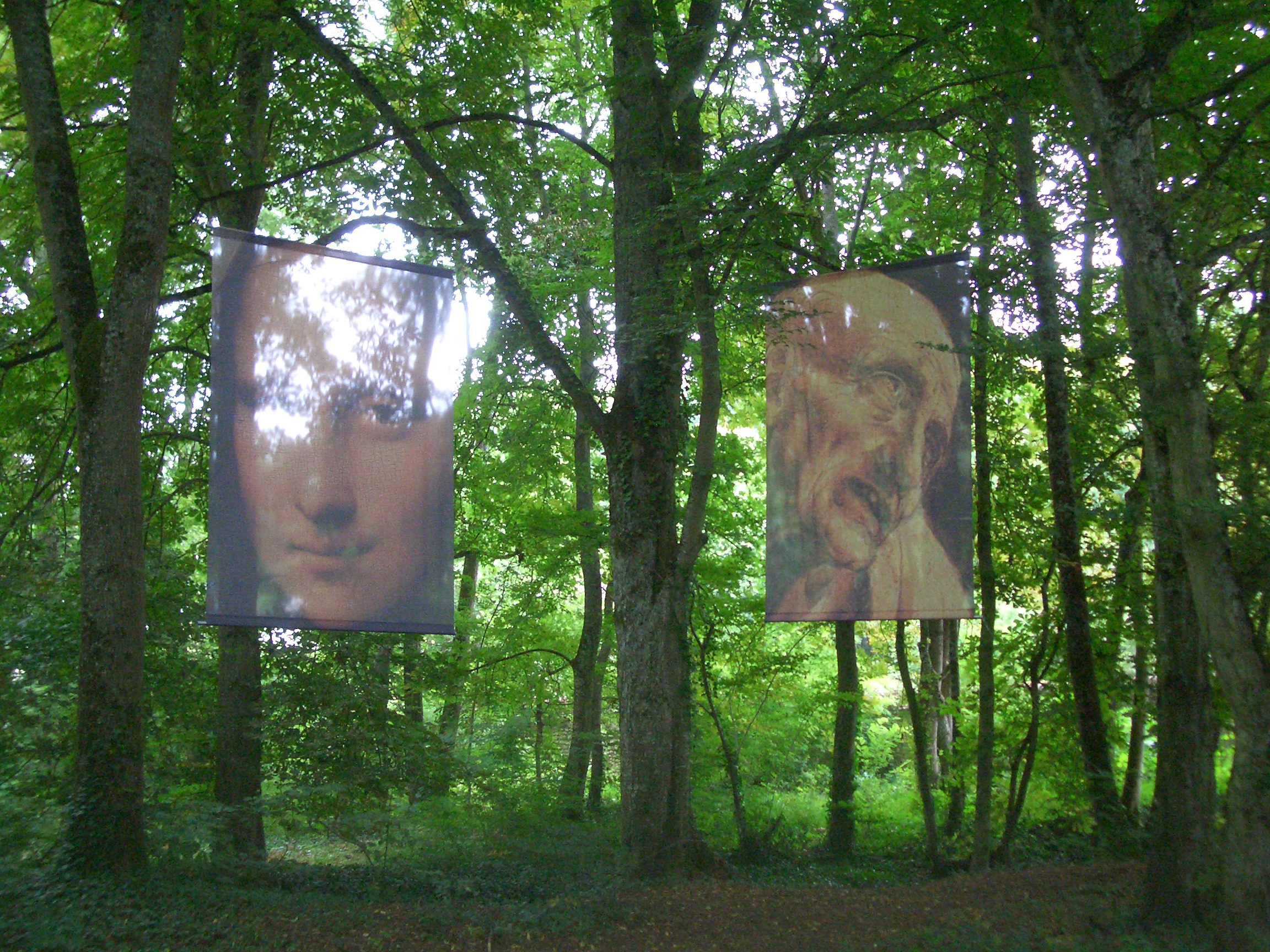
Telas de seda de Leonardo da Vinci em Clos Lucé
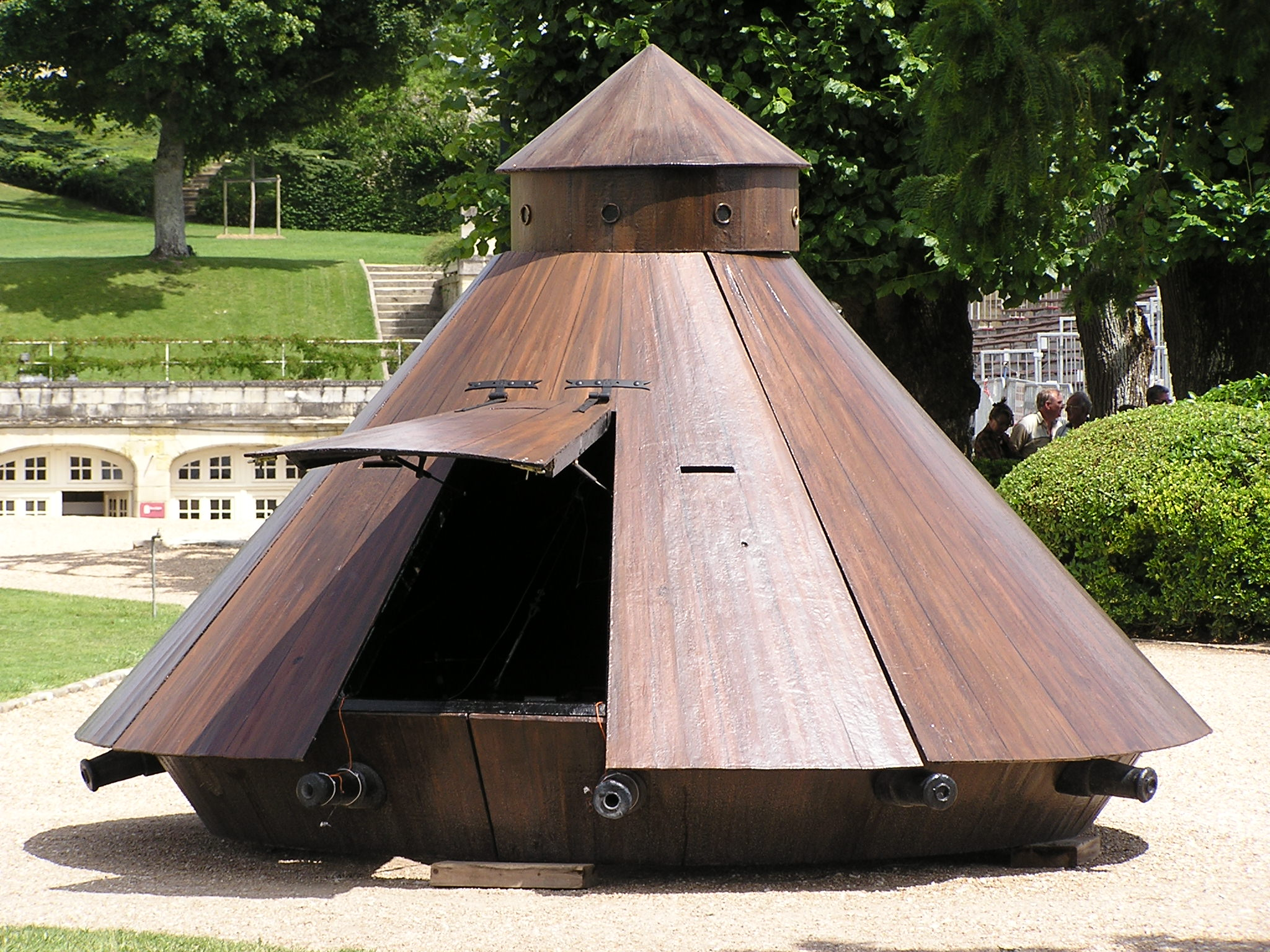
Carro de combate desenhado por da Vinci
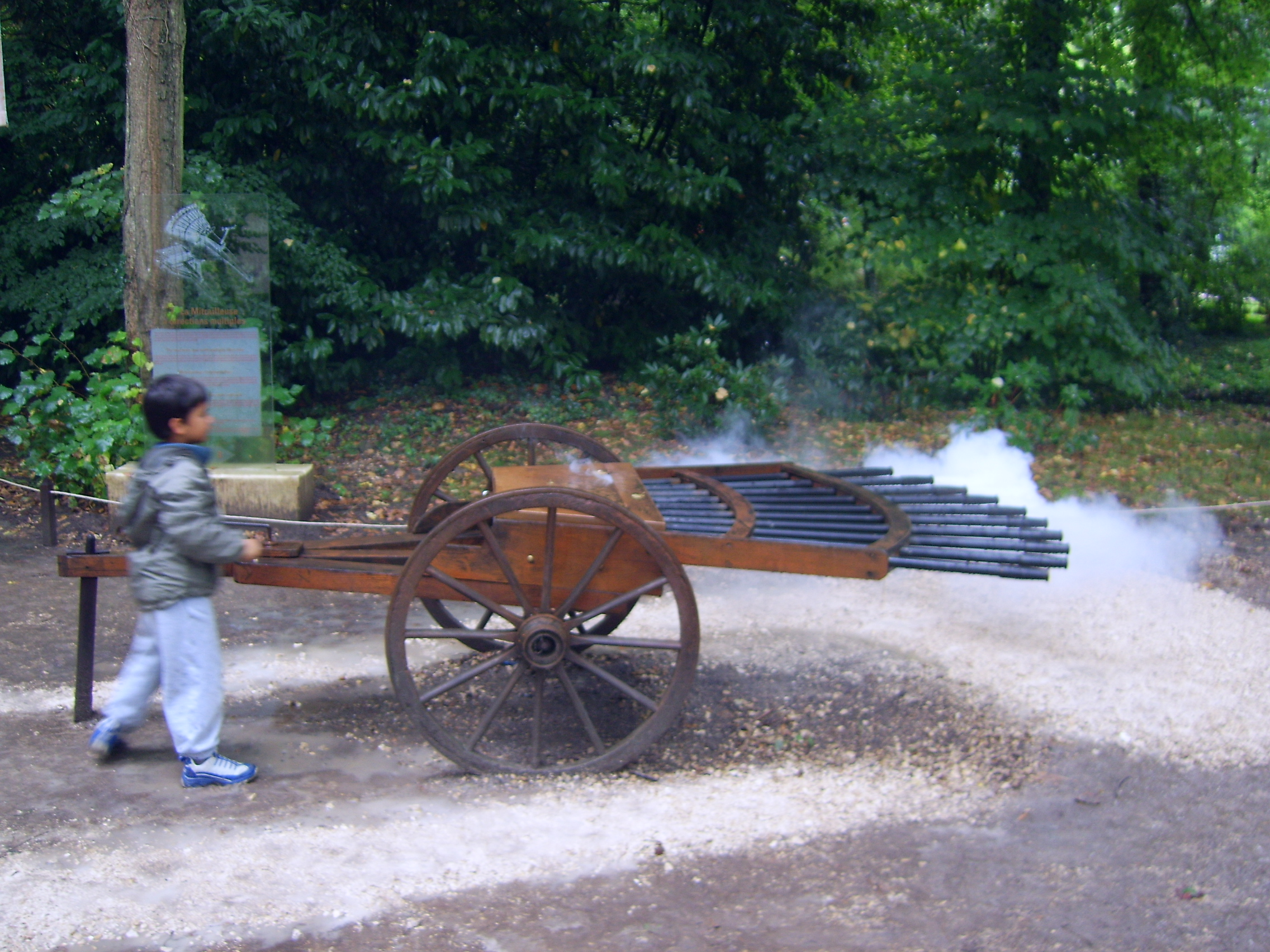
Canhão desenhado de acordo com os planos de da Vinci
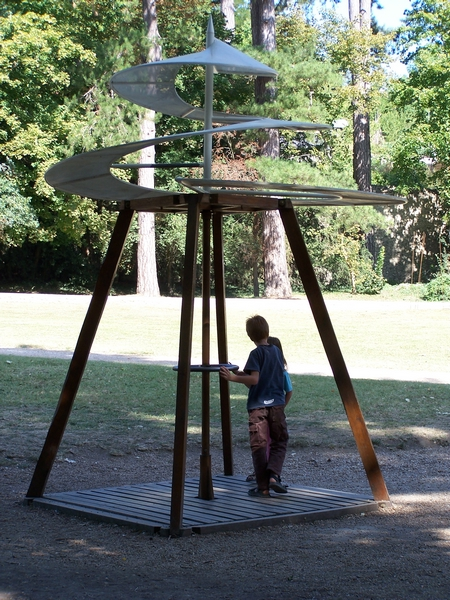
Protótipo de helicóptero segundo os planos de da Vinci